# 솔라2D
솔라2D (Solar2D) (이전 코로나 SDK)코로나 랩스(Corona Labs Inc.)는 원래 코로나 랩스가 개발하고 현재는 블라드 셰르반이 관리하고 있는 자유 및 오픈 소스 크로스 플랫폼 소프트웨어 개발 키트이다. 2009년 말에 출시된 이 제품은 소프트웨어 프로그래머들이 iOS, 안드로이드, 킨들용 2D 모바일 애플리케이션, 윈도우, 리눅스, macOS용 데스크톱 애플리케이션, 애플 TV, 파이어 TV, 안드로이드 TV용 커넥티드 TV 애플리케이션을 만들 수 있게 한다.
Solar2D는 그래픽 애플리케이션을 구축하기 위해 C++/OpenGL 위에 계층화된 통합 루아를 사용한다. 이 소프트웨어에는 솔라2D 시뮬레이터와 솔라2D 네이티브의 두 가지 작동 모드가 있다. Solar2D Simulator를 사용하면 앱이 Solar2D Simulator에서 직접 구축된다. Solar2D Native를 사용하면 Lua 코드와 자산을 Xcode 또는 Android Studio 프로젝트에 통합하여 앱을 구축하고 기본 기능을 포함할 수 있다.

## 역사
왈터 루아 (Walter Luh)와 캐를로스 이카자 (Carlos Icaza)는 안사 모바일 (Ansca Mobile)을 시작하였으며, 2007년 어도비를 떠난 후, 후에 코로나 랩스로 이름을 바꾸었다. Adobe에서 Luh는 Flash Lite 팀에서 일하는 수석 설계자였고 Icaza는 모바일 Flash 제작을 담당하는 엔지니어링 매니저였다. 2009년 6월, 안스카는 얼리 어답터들을 위한 최초의 코로나 SDK 베타를 무료로 출시하였다.
2009년 12월, 안스카는 아이폰용 코로나 SDK 1.0을 출시했다. 다음 해 2월, 코로나 SDK 1.1이 추가 기능과 함께 출시되었다.
2010년 9월, 안스카는 코로나 SDK 버전 2.0을 출시하고 코로나 게임 에디션을 추가하였다. 버전 2.0은 아이패드와 안드로이드를 위한 크로스 플랫폼 지원을 추가했고 게임 에디션은 특히 게임 개발을 목표로 한 물리 엔진과 기타 고급 기능들을 추가했다.
2011년 1월, 코로나 SDK는 윈도우 XP 이상용으로 출시되어 개발자들에게 PC에서 안드로이드 애플리케이션을 빌드할 수 있는 기회를 제공하였다.
2012년 4월, 공동 설립자이자 CEO인 이카자가 안스카를 떠났고, CTO 루가 CEO 역할을 맡았다.2012년 6월, 안스카는 코로나 랩스로 이름을 바꾸었다. 2012년 8월, 코로나 랩스는 오브젝티브-C에 네이티브 바인딩을 추가한 엔터프라이즈 에디션을 발표하였다.
2015년 3월 GDC 2015에서 코로나 SDK는 완전히 무료이며 윈도우와 맥 OS X 배포 대상을 지원할 것이라고 발표했다.
2015년 11월 코로나 랩스는 애플 TV를 위한 tvOS 개발을 지원한다고 발표했다.
2017년 3월, 코로나 랩스는 애포데일에 인수되었고 엔터프라이즈 버전의 코로나도 무료가 될 것이라고 발표했다.
2017년 6월, 코로나 랩스는 엔터프라이즈의 이름이 코로나 네이티브로 변경되었으며 모든 사람이 무료로 사용할 수 있으며 핵심 제품의 일부로 포함되었다고 발표했다.
2019년 1월, 코로나 랩스는 코로나 2D가 GNU GPLv3 라이선스로 오픈 소싱될 것이라고 발표했다.
2020년 4월, 엔진은 코로나 SDK에서 솔라2D로 이름이 바뀌었다. 이는 코로나 연구소의 폐쇄와 코로나19 범유행에 대응하여 이루어졌다. 코로나 랩스는 또한 상용 라이선스 제공을 중단하고 오픈 소스 라이선스를 GPLv3에서 보다 관용적인 MIT 라이선스로 변경하였다.

## 주요 기능
Solar2D의 API 제품군은 API 호출을 통해 가속도계 정보, GPS, 사용자 입력과 같은 장치 정보뿐만 아니라 위젯, 입자 효과 등을 제공한다.

## 참고 문헌
- Zammetti, Frank (April 2013). 《Learn Game Development with Corona SDK》 1판. Apress. 288쪽. ISBN 1430250682.
- Flanagan, Nevin (May 2013). 《Corona SDK Hotshot》 1판. Packt Publishing. 334쪽. ISBN 1849694303.
- Whye, J.A. (June 2013). 《Mobile Game Development with Corona SDK Training Video》 1판. Infinite Skills.
- Burton, Ed.D., Brian (April 2012). 《Learning Mobile Application & Game Development with Corona SDK》 1판. Burtons Media Group.
- Fernandez, Michelle (April 2012). 《Corona SDK Mobile Game Development: Beginner's Guide》 1판. Packt Publishing. 408쪽. ISBN 1849691886.
- Burton, Ed.D., Brian. 《Mobile App Development with Corona》 1판. Burtons Media Group. 436쪽. ISBN 978-1-937336-00-4. 2012년 6월 26일에 원본 문서에서 보존된 문서. 2022년 7월 8일에 확인함.